# 米澤太郎
米澤 太郎（よねざわ たろう）は、NHKアナウンサー。

## 人物
東京都出身。東京都立小山台高等学校、早稲田大学法学部卒業後、2019年入局。熊本放送局でデビュー。

## 嗜好・挿話
高校生の頃、野球部員として第86回選抜高等学校野球大会に出場した（結果は初戦敗退）。

## 出演
☆印は現在出演（担当）中。
熊本放送局時代（2019年度 - 2022年度）
- どーも、NHK（2019年6月9日）- 新人お披露目
- クマロク!（不定期：リポーター及びキャスター代行など）
- 熊本県のニュース・中継・リポート
- ニュース845くまもと
- スポヂカラ!「大相撲正代 前に進む力に〜被災地 熊本〜」
- 九州沖縄のニュース（平日15時台ブロック枠）（2022年6月29日・応援派遣要員） - 福岡局より
- ニュース845福岡（2022年6月29日・応援派遣要員） - 福岡局より
- はっけんラジオ - 福岡局より
  - 「健康講座・加熱しても食中毒！カレーシチュー注意」（2022年6月29日）
- ラジオニュース（九州沖縄、R1・FM）の泊まり勤務担当（2022年6月30日 - 7月1日・応援派遣要員）[注釈 1]
- 第104回全国高等学校野球選手権大会中継（2022年8月、総合･Eテレ／R1） - アルプススタンドリポート[注釈 2]

長野放送局時代（2023年度 - ）
- イブニング信州（キャスター：2023年4月10日 - ）（柴田拓と隔週で担当）☆
- ゆる信ワイド（パーソナリティ：2023年4月 - ）
- 長野県のニュース・中継・リポート